# HD 4308
HD 4308 ist ein Stern der scheinbare Helligkeit 6,55 mag im Sternbild Tukan. Der Stern hat ungefähr 83 % der Masse der Sonne und hat die Metallizität [Fe/H] = −0,31. Im Jahr 2005 wurde außerdem durch Messungen der Radialgeschwindigkeit entdeckt, dass um den Stern ein Exoplanet kreist, der die systematische Bezeichnung HD 4308 b erhielt.

## Exoplanet
HD 4308 b umkreist den Zentralstern in etwa 15,6 Tagen einmal auf einer praktisch kreisrunden Bahn (Exzentrizität = 0,00 ± 0,01) in einer Distanz von ca. 0,12 Astronomischen Einheiten, also in einer Distanz deutlich kleiner als diejenige der Erde zur Sonne. Die Masse des Planeten kann eingegrenzt werden, er muss weniger als 4,7 % der Jupitermasse aufweisen, was noch immer der 15-fachen Erdmasse entspräche.